# Asien-Cup
Der Asien-Cup (englisch Asian Cup) war ein zwischen 1992 und 1995 veranstaltetes Eishockeyturnier der Internationalen Eishockey-Föderation für asiatische Eishockeynationalmannschaften. Es wurde im Jahr 1991 ins Leben gerufen, aufgrund des Zweiten Golfkriegs aber erstmals 1992 veranstaltet. Insgesamt fanden drei Austragungen statt, von denen Japan zwei gewann.

## Geschichte
Der erste Asien-Cup sollte zunächst im Februar 1991 stattfinden, wurde aber aufgrund des Zweiten Golfkriegs in den Januar 1992 verschoben. An der ersten Austragung nahmen mit Japan, der Volksrepublik China, Südkorea und Nordkorea vier Teams teil. Den Titel sicherte sich Japan. Im folgenden Jahr nahmen wieder diese vier Teams teil und erneut gewann Japan das Turnier. Nach einer Pause im Jahr 1994 wurde der Wettbewerb erstmals außerhalb Japans veranstaltet. Zudem ersetzte der spätere Sieger Kasachstan das Team aus Nordkorea.
Nach 1995 wurde der Wettbewerb eingestellt.

## Siegerliste
| Jahr | Austragungsort | Sieger     |
| 1992 | Obihiro        | Japan      |
| 1993 | Sapporo        | Japan      |
| 1995 | Seoul          | Kasachstan |